# Isidor Woxberg
Per Isidor  Woxberg, född 21 juli 1887 i Enånger, Hälsingland, död 18 augusti 1954 i Hudiksvall, var en svensk folkskollärare, målare och tecknare. 
Han var son till kantorn och folkskolläraren Per Abraham Woxberg och småskolläraren Ada Mariana Melén och från 1913 gift med Signe Viktoria Holm samt far till Arne Woxberg. Efter avlagd studentexamen 1906 utbildade sig Woxberg till folkskollärare och arbetade efter sin utbildning i Torsåker och Grängesberg några år, innan han 1918 anställdes som ordinarie folkskollärare i Hudiksvall. Han studerade konst i Stockholm vid några olika målarskolor och i Dresden under ett par somrar i mitten av 1920-talet. Separat ställde han ut ett flertal gånger i bland annat Hudiksvall, Bollnäs och Ljusdal. Han medverkade i samlingsutställningar i Arbrå, Bollnäs, Gävle och utställningar arrangerade av Gävleborgs läns konstförening. Han var representerad vid konstutställningarna i samband med Hälsingestämmorna i Järvsö. Hans konst består av stilleben, figurer, landskap djurmotiv och naturskildringar utförda i olja, akvarell eller i form av teckningar.  